# Helictotrichon arctum
Helictotrichon arctum är en gräsart som beskrevs av Thomas Arthur Cope. Helictotrichon arctum ingår i släktet Helictotrichon och familjen gräs. Inga underarter finns listade i Catalogue of Life.